# 莎拉·杜克花園
莎拉·杜克花园（The Sarah P. Duke Gardens）位于杜克大学校园内，大约有55英亩(二十二万平方米)。有5英里长的通路连接整个花园。花园分为三个部分，梯田形花园，Blomquist本土植物花园和Culberson亚洲植物园。花园是为了纪念莎拉·杜克而建的。莎拉·杜克是杜克大学的主要捐助者本杰明·杜克的夫人。
北纬36度线恰好穿过花园，在纬线重合处有一块标识板指示纬线延伸的方向。

## 历史
1920年代规划校园时，现在杜克花园一带被规划为一片人工湖。由于缺乏资金，工程并未实施。杜克花园始建于1934年，杜克医学院的教授弗雷德里克·莫伊尔·哈内斯(Dr. Frederick Moir Hanes)说服莎拉·杜克捐赠2万美元用于在清理建筑垃圾堆砌的谷地并种植花草。至1935年，已修建100片花坛，种植4万余棵植株。然而，花园不久后被洪水冲毁。至1936年莎拉·杜克逝世，花园已完全毁坏。哈内斯其后又说服其女儿玛丽·杜克·比德尔(Mary Duke Biddle)在地势较高处建造新的花园，以纪念她母亲。美国景观设计先驱者埃伦·比德尔·托普曼以意大利风格设计一个名为“露台”的新花园，即为今日的杜克花园。

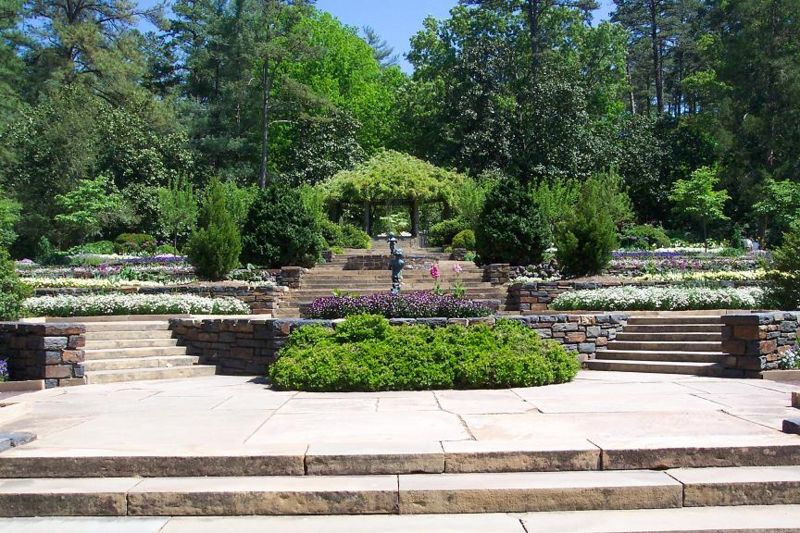
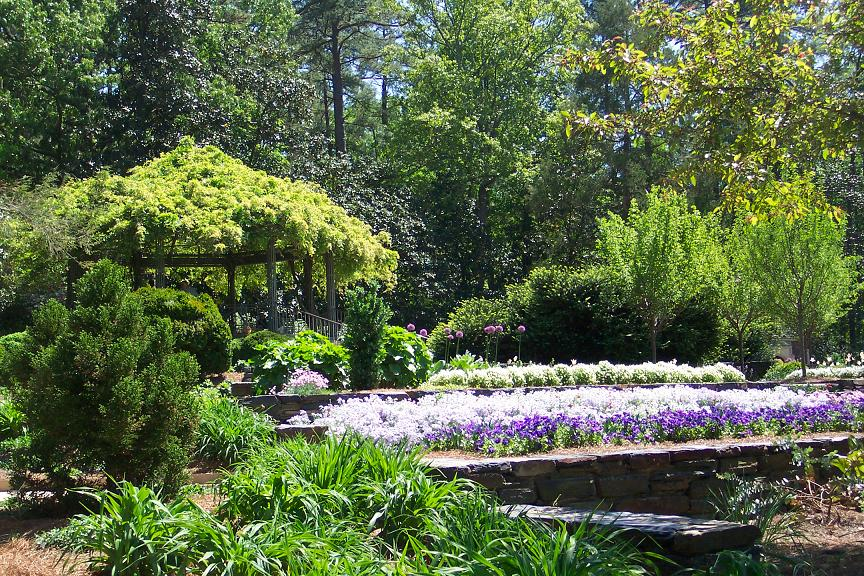
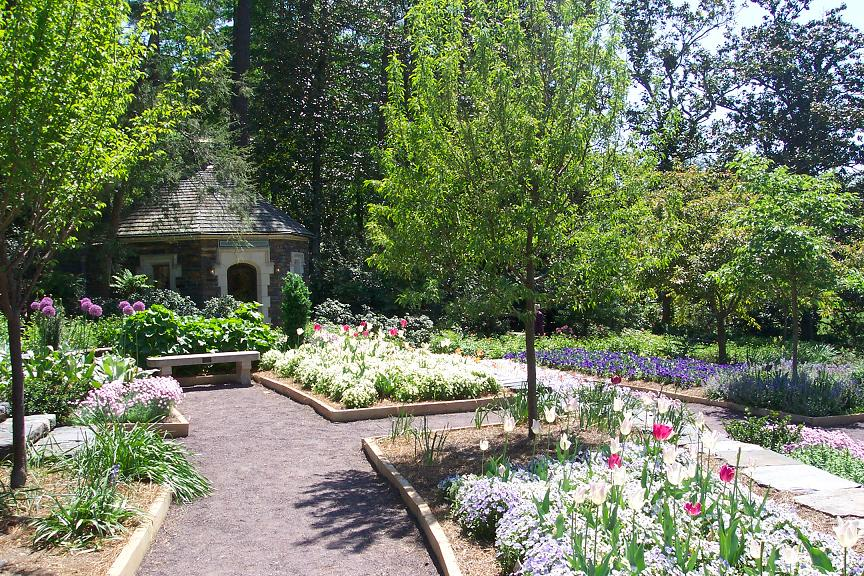
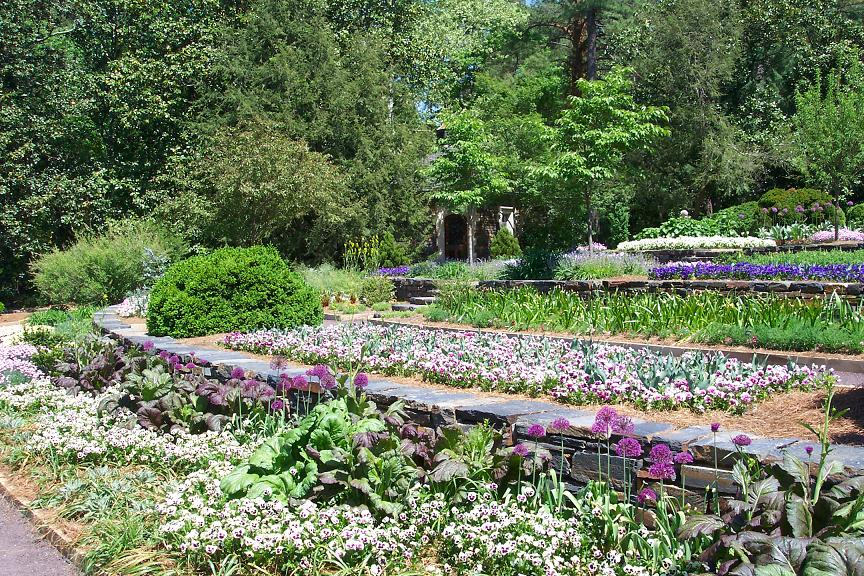
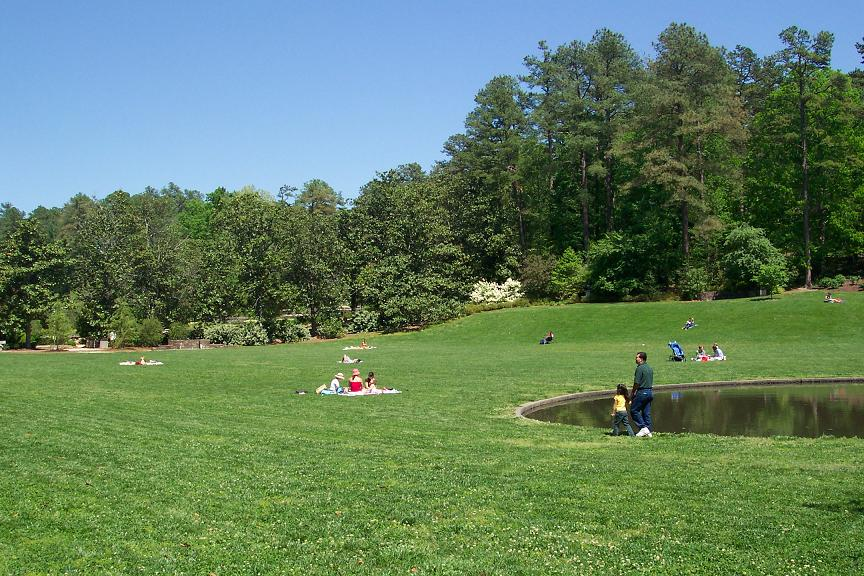
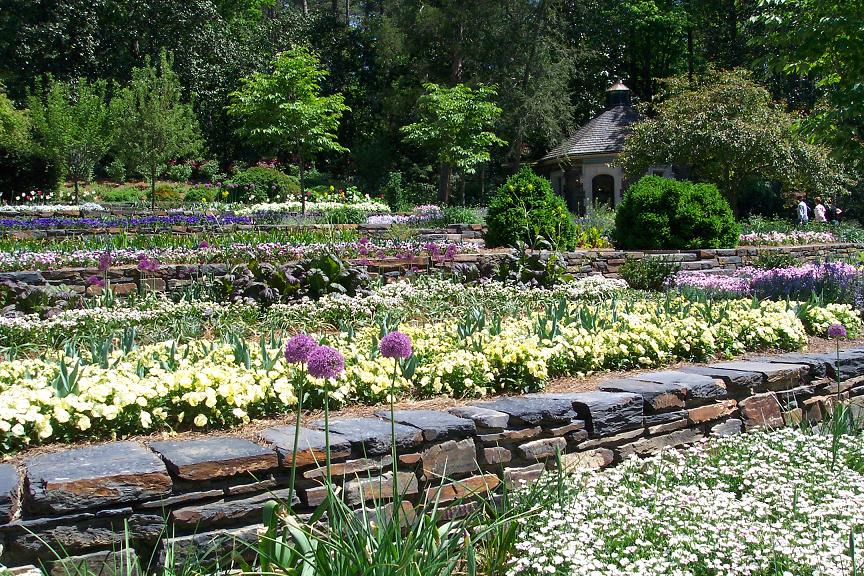
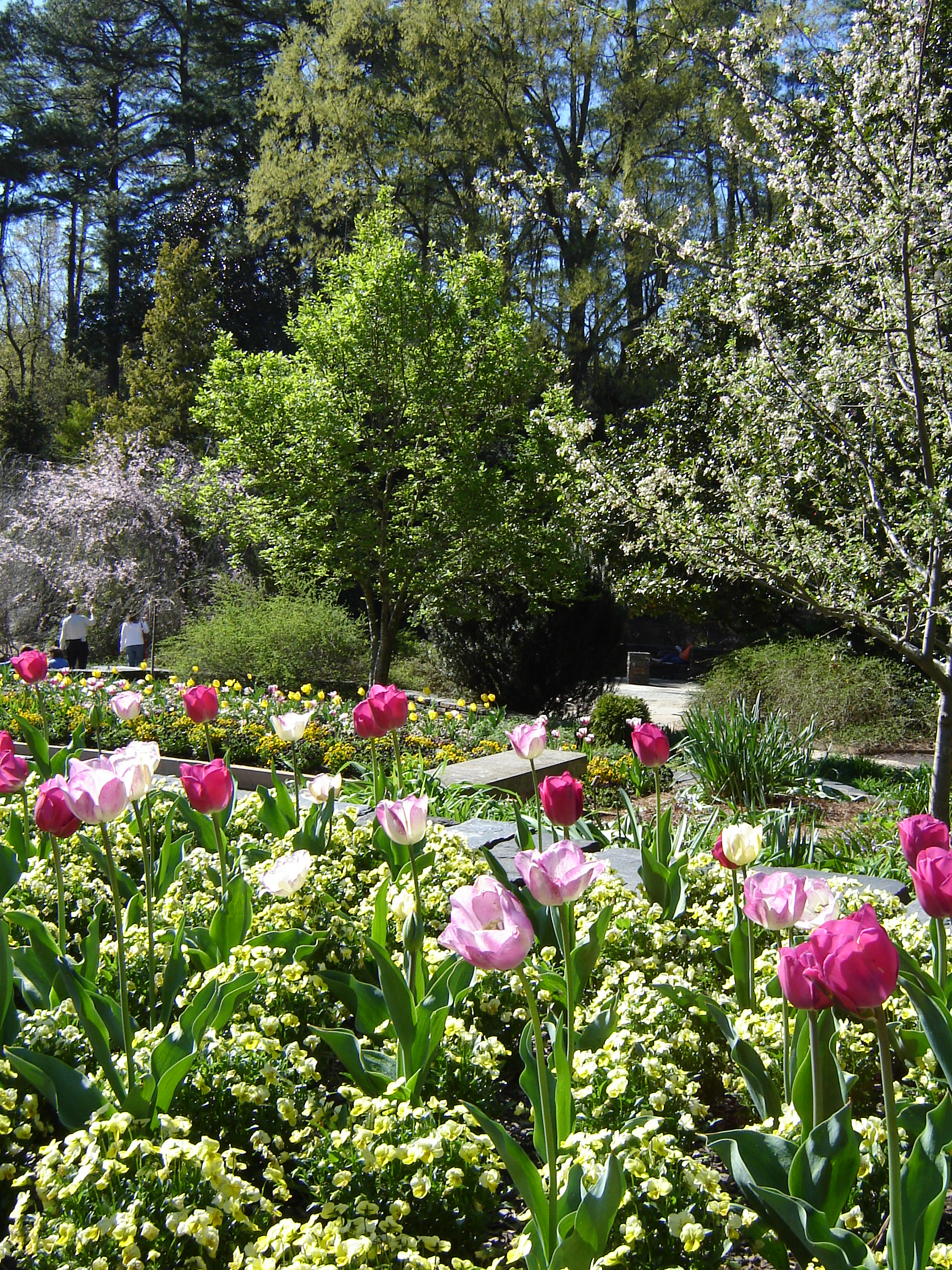
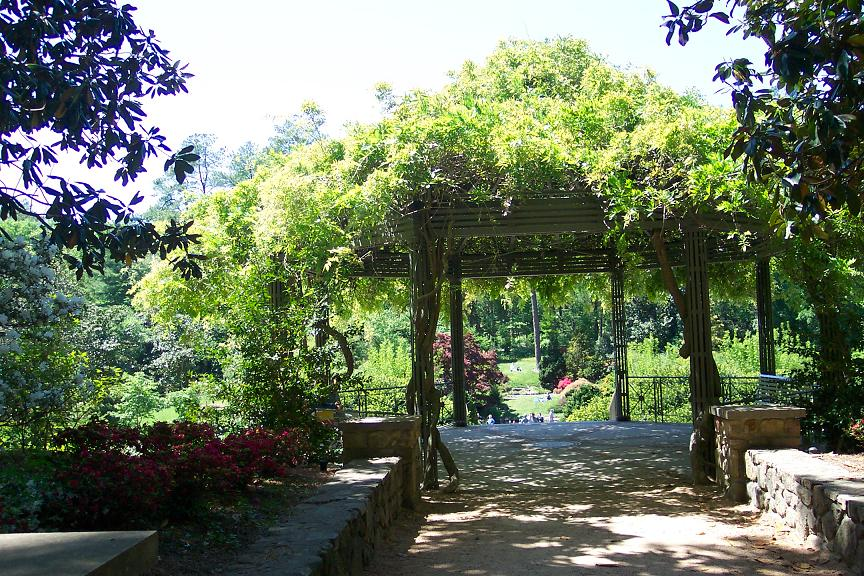
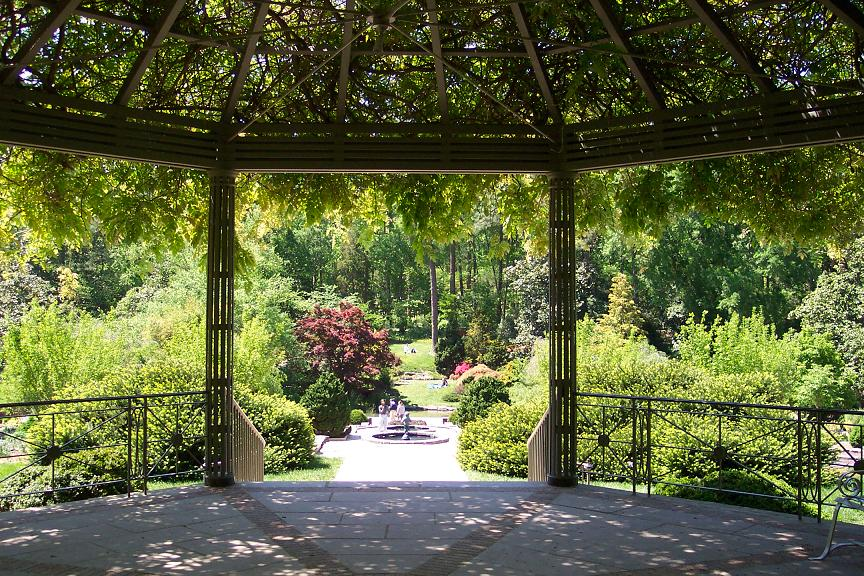
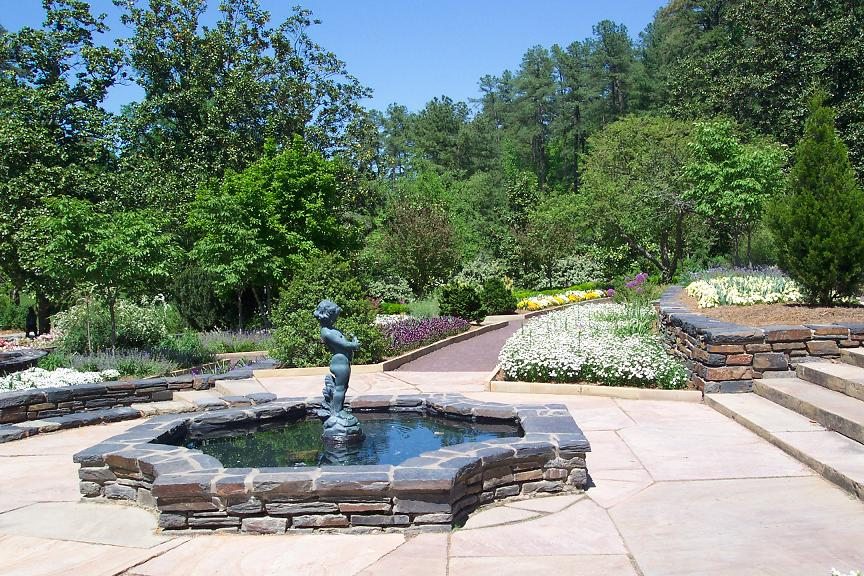
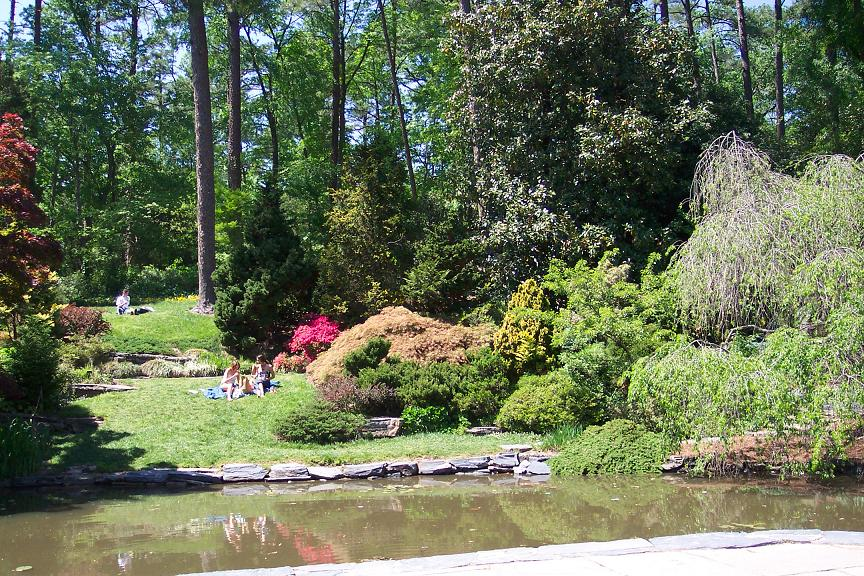
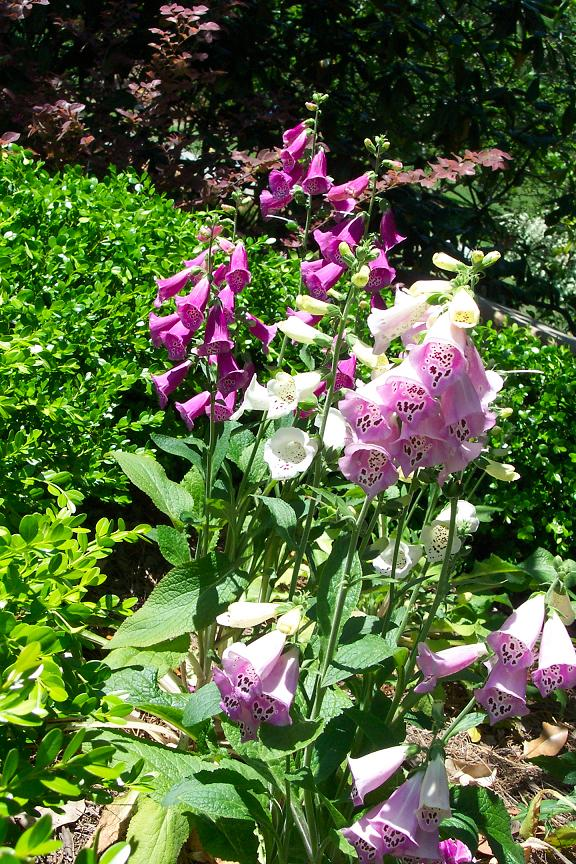
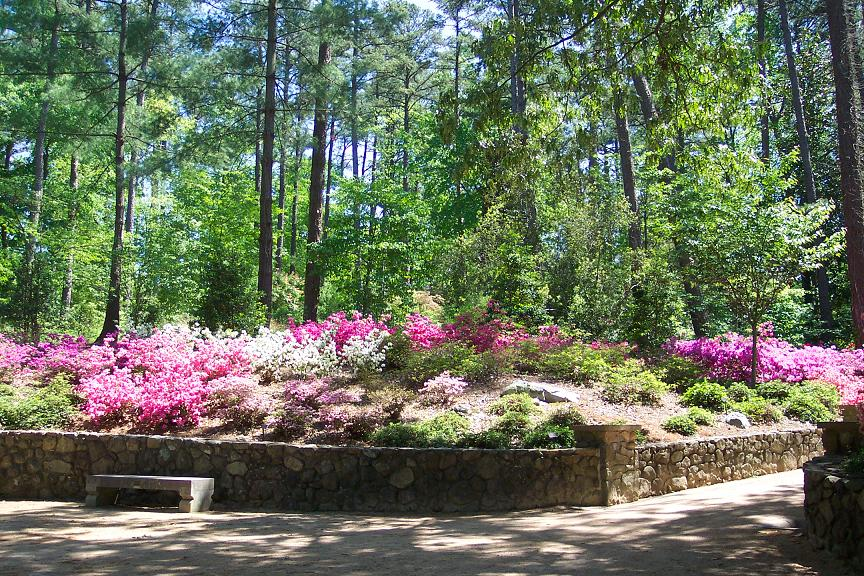

## 参看
- 杜克大学